# NGC 5378
NGC 5378 (другие обозначения — UGC 8869, MCG 6-31-27, ZWG 191.20, PGC 49598) — спиральная галактика с перемычкой (SBa) в созвездии Гончие Псы.
Этот объект входит в число перечисленных в оригинальной редакции «Нового общего каталога».
В галактике вспыхнула сверхновая SN 1991ak типа Ia, её пиковая видимая звездная величина составила 15,5.